# Могутні рейнджери
«Могу́тні Ре́йнджери» (англ. Power Rangers) — американський телесеріал в жанрі токусацу, адаптація японського телесеріалу «Суперсентай». Кожен сезон оповідає про групу людей, котрі стають супергероями Могутніми Рейнджерами, які борються зі злими силами.
Серіал був створений компанією Saban у 1993 році й безперервно транслювався до 2009 року. З 2003 року вироблявся компанією Disney, а у 2010 році Saban повернула собі права на франшизу і відновила покази у 2011. В 2018 франшизу «Могутні Рейнджери» придбала Hasbro.
За серіалом створено три повнометражних фільми, різноманітну сувенірну продукцію, іграшки та відеоігри.

## Характерні особливості

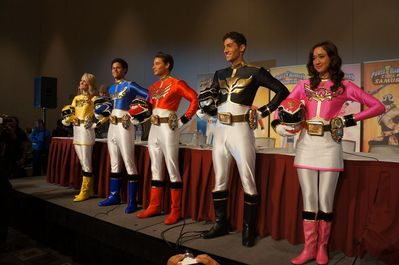
Актори «Могутні Рейнджери: Мегасила» на Power Morphicon 3 (2012)

Кожен сезон «Могутніх Рейнджерів», як і японського оригіналу, розповідає про те, як група людей певним чином стають Могутніми Рейнджерами — героями в костюмах зі спандексу в шоломах, щоб боротися з лиходіями, які намагаються захопити або знищити світ. Кожен Рейнджер має свій колір, лідером команди зазвичай стає Червоний Рейнджер. Перетворення відбувається за допомогою технологічних чи магічних предметів, які заведено називати Морферами. Більшість серій зав'язана на тому, що головний антагоніст посилає чудовисько (так зване «чудовисько тижня») виконувати плани з захоплення/знищення світу, а Рейнджери намагаються йому завадити. Коли монстр зазнає поразки, він виростає до величезних розмірів і тоді Рейнджери б'ються з ним на величезних мехах — Зордах, які часто (але не завжди) засновані на тваринах. Зорди можуть об'єднуватися в великого людиноподібного робота — Мегазорда, в якому Рейнджери ефективніше б'ються з монстром. Характерним штампом, перейнятим з Сентаю є те, що монстри зазвичай нападають на одне й те саме місто, те, де проживають Рейнджери. З 1 по 6 сезон в серіалі були присутні другорядні комічні персонажі, яких називали Товстий і Тонкий. Товстий повернувся в 18-19 сезонах, де його пригоди продовжилися з сином Тонкого на ім'я Спайк
Всього станом на 2021 рік вийшло 27 сезонів, в перших шести діяла одна і та ж команда, яка в кожному сезоні змінювала когось із членів. Починаючи з сьомого сезону утвердилася схема «один сезон — одна команда». Сюжетно сезони не були пов'язані, проте зустрічалися кроссовери між різними командами Могутніх Рейнджерів. З 2011 року утвердилася схема, за якою один сезон «Суперсентаю» адаптується в два послідовних сезони «Могутніх Рейнджерів».
У серіалі є регулярний персонаж — Томмі Олівер, якого зіграв майстер змішаних єдиноборств Джейсон Девід Френк. Цей персонаж присутній в серіалі починаючи з першого сезону, де він спочатку був додатковим Зеленим Рейнджером, а потім лідером, (після того як змінився червоний) Білим Рейнджером Потім він був Червоним Зео і Червоним Турбо Рейнджером (силу якого пізніше передав), а в сезоні «Дино Грім» став Чорним Рейнджером.

## Історія
У 1991 році американська компанія «Saban» очолювана Хаїмом Сабаном, зацікавилася японським серіалом «Super Sentai Show» компанії «Toei». Спочатку «Saban» планувала лише купити права на показ в США 15-го сезону Сентаю — «Chōjin Sentai Jetman» (1991), але згодом задум трансформувався в ідею зняти власний серіал. Зрештою Хаїм Сабан вирішив створити адаптацію, серіал з американськими акторами, але використанням кадрів з Сентаю.
У 1992 році «Saban» купила права на переробку сезону «Kyōryu Sentai Zyuranger». Незважаючи на низький бюджет, перший сезон здобув неймовірну популярність, всього за три тижні досягнувши 1-го місця в списку популярних дитячих серіалів і не полишав його до закінчення сезону. Протягом наступних 10-ти років рейтинг 1-го сезону залишався найвищим у серіалі (до «Power Rangers Wild Force»). Сезон окупив себе більш ніж 150 разів і був визнаний найуспішнішим дитячим телепроєктом першої половини 90-х.
Могутні Рейнджери: Могутні Морфи (англ. Mighty Morphin Power Rangers) (1993—1995)

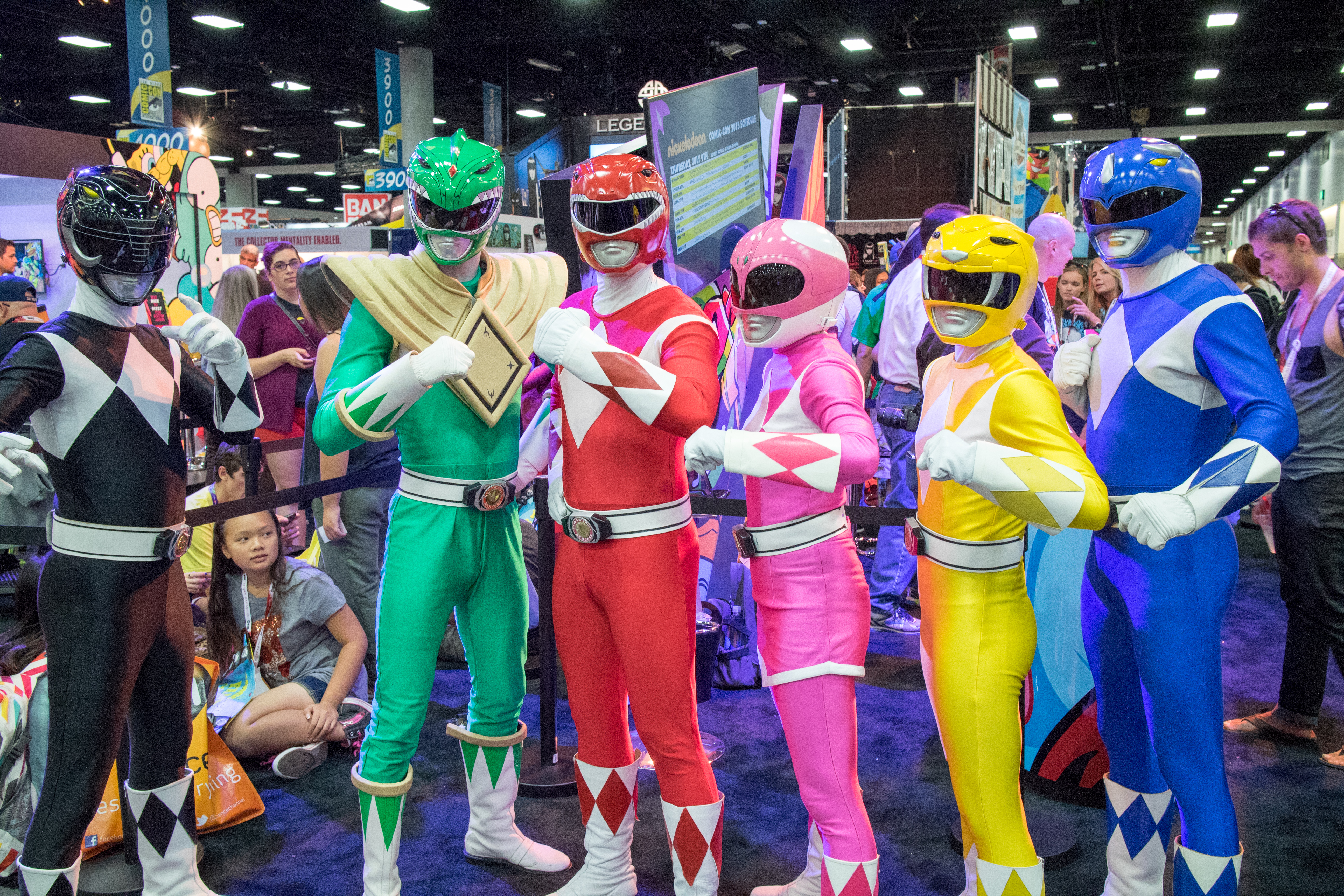
Рейнджери Могутні Морфи (косплей)

Сезон 1: коли зла відьма Ріта Репульса та її поплічники Голдар, Скватт, Бабу і Фінстер були з необережності визволені людьми на Місяці, захисник Землі Зордон, за допомогою свого робота-помічника Альфа-5, знаходить п'ятьох хоробрих підлітків — Джейсона Лі Скотта, Тріні Кван, Біллі Кренстона, Кімберлі Харт, і Зака Тейлора. Зордон доручає їм стати Могутніми Рейнджерами і протистояти нападу Ріти на Землю, використовуючи силу магічних монет та роботів Динозордів для боротьби з її монстрами. Згодом Ріта створює власного злого Рейнджера з Томмі Олівера, але він приєднується до решти Рейнджерів.
У цьому сезоні використовувалися кадри з «Kyōryu Sentai Zyuranger». Перший сезон, який використовує тему динозаврів. Він став найдовшим з усіх сезонів (60 епізодів) і перевершив за тривалістю оригінал, хоча початково планувалося випустити 40 епізодів.
Сезон 2: на Місяць прибуває Лорд Зедд, незадоволений постійними невдачами Ріти Репульси. Зедд заточує її в нову магічну темницю і береться за захоплення Землі сам. Перший же монстр Зедда перемагає і заморожує Зорди Могутніх Морфів. Коли Рейнджери звільняють Зорди, Зордон перетворює їх на нові Громозорди.
У цьому сезоні використовувалися кадри з «Gosei Sentai Dairanger» і «Zyuranger», але в меншому обсязі. Він мав 52 епізоди.
Mighty Morphin Power Rangers: The Movie (1995): при ритті котловану знаходять яйце з ув'язненим всередині Івеном Оозом, якого запечатав Зордон. Івен захоплює Ріту та Зедда, а Голдар стає служити йому. Івен нападає на штаб Рейнджерів і ледь не вбиває Зордона. Залишившись без своєї сили, Рейнджери вирушають на пошуки нової на планеті Фаедос. Там вони повертають сили і вступають в бій з Оозом на Землі. Рейнджери перемагають лиходія, влаштувавши його зіткнення з кометою, і рятують Зордона за допомогою отриманої на Фаедосі сили.
Сезон 3: брат Ріти Репульси — Ріто Револьта прибуває в її замок на Місяці. Він привіз із собою яйця чудовиськ Тенгів. Ріта і Лорд Зедд за допомогою своєї магії збільшили Ріто в розмірах. У бою з Мегазордами Рейнджерів Ріто перемагає їх в бою. Втративши сили, Рейнджери вирушають на пошуки Храму Сили, де були створені їхні магічні монети, і нової Сили Ніндзя.
У цьому сезоні поряд з іншими використовувалися кадри з «Ninja Sentai Kakuranger». Мав 43 епізоди.
Могутні Морфи: Іншопланетні Рейнджери (англ. Mighty Morphin Alien Rangers) (1996): міні-сезон, де основна команда Рейнджерів замінюється командою з планети Аквітар. Коли батько Ріти Майстер Зол приходить на Землю, він повертає час назад, перетворюючи Могутніх Рейнджерів і їхніх друзів в дітей. Зордон викликає Рейнджерів з планети Аквітар, щоб захистити Землю від монстрів Майстра Зола в той час як діти подорожують в пошуках фрагментів Зео Кристала, який поверне їх до нормального стану. Цей міні-серіал також використовував кадри з «Kakuranger».
Могутні Рейнджери Зео (англ. Power Rangers Zeo) (1996): аквітарці повернулися на свою планету, але Ріто і Голдару вдається підірвати штаб Рейнджерів, залишивши їх без їхньої сили. Зордон зумів використати Зео Кристал для отримання нових сил. Тим часом базу лиходіїв на Місяці атакує Імперія Машин, виганяє їх і стає новою, ще більшою загрозою для Землі. Отримавши нову Зео-силу, Рейнджери стають несподіваною перешкодою на шляху втілення планів Імперії Машин.
У цьому сезоні використовуються кадри з «Chōriki Sentai Ohranger». В сезоні було 49 епізодів і один несюжетний, різдвяний, таким чином всього їх було 50.
Turbo: Power Rangers Movie (1997): міжгалактична піратка Діватокс викрадає Майстра Лерігота, щоб визволити свого чоловіка Малігора з іншого виміру. Щоб зупинити її, Зордон дає Рейнджерами нові сили. Вони знаходять Діватокс на острові в Тихому Океані, але їй вдається випустити Малігора. Рейнджери долають його з допомогою Турбо Мегазорда. Діватокс тікає, але обіцяє повернутися і помститися Рейнджерам.
Цей фільм черпав натхнення з «Gekisou Sentai Carranger» і служить мостом до подальшого телевізійного сезону. Хоч фільм і майже провалився при показі, але, вийшовши на касетах, став одним з лідерів кінопрокату 1997-го року.
Могутні Рейнджери Турбо (англ. Power Rangers Turbo) (1997): Після поразки Малігора від рук ТурбоРейнджерів Діватокс повернулася на Землю, бажаючи помститися Рейнджерам. Вона створила собі базу в підводному човні в озері неподалік від Анджел Гроув разом з поплічниками Райгогом, Елгаром та Порто, а Зордон змушений повернутися на свою рідну планету Елтар. Рейнджери стали дорослими і почали кожен своє життя. Під час випуску з коледжу місто атакує Діватокс. На заміну Зордону на Землю прибула Димитрія з роботом-помічником Альфа-6, щоб зібрати нову команду Рейнджерів і стати їх наставником.
У цьому сезоні використовувалися кадри з «Gekisou Sentai Carranger». Склад команди був практично повністю замінений через падаючі рейтинги серіалу. В процесі створення серед творців точилися суперечки щодо того зробити сезон гумористичнішим (як оригінал), чи серйозним. Сезон отримав 45 епізодів замість запланованих 50 через недостачу потрібних японських кадрів і падаючі рейтинги.
Могутні Рейнджери в космосі (англ. Power Rangers in Space) (1998): після руйнування Центру Сили і сили Турбо, Діватокс вирушила на збори Федерації Зла. Колишні ТурбоРейнджери своєю чергою на космічному шатлі вирушили на пошуки Зордона, захопленого лиходієм Темним Спектром з метою використати його сили для зла Збори Федерації Зла було зірвано появою шпигуна. Ним виявився нікому не відомий Червоний Рейнджер, якому вдається втекти від лиходіїв. Прибувши на свій Астро Мегакорабель, він виявив там колишніх Турборейджерів, які знайшли його корабель некерованим. Атаковані силами зла, вони об'єдналися з загадковим Рейнджером, який відкрив їм, що Астро Мегакорабель є резервним планом Зордана на випадок того, що вже сталося. Червоний Рейнджер дає нові морфери і так утворюється нова команда Могутніх Рейнджерів.
У цьому сезоні використовувалися кадри з «Denji Sentai Megaranger». Сезон планувався як останній, на що натякав його фінал (Зордон загинув, перед смертю випустивши «хвилю добра», яка знищила все зло в галактиці), але серіал було вирішено продовжити через високі рейтинги. Космічній тематиці посприяло помилкове враження творців від перших епізодів «Megaranger», де фігурували шаттл, робот в космосі і польоти на глайдерах, хоча він був присвячений темі відеоігор. Цей сезон ривав 43 епізоди.
Могутні Рейнджери: Загублена галактика (англ. Power Rangers Lost Galaxy) (1999): завдяки зусиллям Космічних Рейнджерів, космос став безпечним для людей і вони вирушили на його підкорення Була побудована «Терра Вентура» — космічна станція, покликана знайти інші придатні для життя планети і налагодити контакт з позаземними цивілізаціями. Через деякий час силами лиходія Скорпіуса, який шукав Квазар-Шаблі, була атакована планета Міранайя. За легендою, Шаблі могли витягнути з каменю тільки найдостойніші. Земляни Лео Корбетт, Кендрікс Морган і Майк Корбетт в цей час відшукали Квазар-Шаблі і змогли витягти їх, перетворившись на Галактичних Рейнджерів.
У цьому сезоні використовувалися кадри з «Seijuu Sentai Gingaman». Низка сцен для нього були спеціально зняті японцями. У 2001—2002 роках «Lost Galaxy» було показано у Японії, де він отримав схвальні відгуки. Сезон мав 45 епізодів.
Могутні Рейнджери: Встигнути на допомогу (англ. Power Rangers Lightspeed Rescue) (2000): 6000 років тому групу демонів було ув'язнено в магічну темницю. У наш час двоє злодіїв відкрили гробницю, випустивши демонів на волю. На місці колишнього палацу демонів в наш час розкинулося місто Марінер Бей, яке демони вирішили зруйнувати. Дізнавшись про це, організація рятувальників «Лайтспід» зібрала команду з п'яти осіб, давши їм зброю і технології Рейнджерів.
З англійської назва сезону буквально перекладається як «Могутні Рейнджери: Порятунок зі швидкістю світла». У цьому сезоні використовувалися кадри з «Kyuukyuu Sentai GoGoFive». Тривав 40 епізодів.
Могутні Рейнджери: Патруль часу (англ. Power Rangers Time Force) (2001): Коли лідер злочинців Ренсік і його дочка Надіра уникнули покарання від Патруля Часу у 3000 році, перемістивши саму в'язницю у 2001 рік, за ним пішли чотири офіцери «Сили Часу», організації, що займалася злочинами в часі. Лідер групи Алекс був поранений і не зміг очолити команду, тоді команда була змушена знайти предка Алекса — Уеслі, щоб той став Червоним Рейнджером, без якого їхні морфери не працювали. Новоутвореній команді вдається налагодити зв'язок зі своїм часом, звідки їм присилають зордів та інше необхідне спорядження.
Сезон був створений на основі «Mirai Sentai TimeRanger». Через теракти 11 вересня 2001 року частина сцен була вирізана і повністю серіал був показаний тільки у 2005 році в обсязі 40 епізодів.
Могутні Рейнджери: Дикий світ (англ. Power Rangers Wild Force) (2002): 3000 років тому в країні Анімарія, де люди жили в гармонії з природою, з'явилися істоти Орги, що жили для забруднення і спотворення всього світлого. У країни були захисники, які перемогли Оргів і підняли Анімарію в небо. В наш час Орги знову пробудилися через забруднення навколишнього середовища, як і принцеса Анімарії, Шейла, і тварини-зорди. Шейла зібрала нову команду з чотирьох захисників Анімарії — Диких Рейнджерів. Але їх виявилося недостатньо, тому принцеса відшукала на роль Червоного Рейнджера юнака Коула, вихованого в джунглях індіанцями.
Сезон було створено на основі «Hyakujuu Sentai Gaoranger». Він посів перше місце за рейтингами серед дитячих серіалів 2002 року. Тривав 40 епізодів.
Могутні Рейнджери: Ніндзя-шторм (англ. Power Rangers Ninja Storm) (2003): Шейн Кларк, Торі Хансон, і Дастін Брукс, не дуже старанні студенти Академії Ніндзя Вітру, запізнилися на урок, але саме завдяки цьому вціліли, коли Академія була зруйнована злим ніндзя Лотором. Лотор викрав всіх студентів Академії, на волі залишилися тільки три учні, які запізнилися, їх сенсей, перетворений на морську свинку, і син сенсея Кем. Всі вони зустрілися в секретному підземному центрі ніндзя, де Сенсей роздав трьом студентам Морфери Вітру в надії, що вони стануть пророкованими трьома ніндзя, які прийдуть в час найбільшої небезпеки.
У цьому сезоні використовувалися кадри з «Ninpuu Sentai Hurricaneger». «Ninja Storm» був першим сезоном, знятим у Новій Зеландії та першим виробництвом «Disney». «Ніндзя Шторм» підняв вікову планку серіалу з 6-12 років до 10-15 за рахунок більшої реалістичності персонажів та видовищності. Сезон мав 38 епізодів.
Могутні Рейнджери: Дино-грім (англ. Power Rangers Dino Thunder) (2004): на одному відокремленому острові, де проводилися експерименти з ДНК динозаврів, сталася катастрофа і той пішов під воду. Єдиним хто вижив і вибрався з острова виявився Томмі Олівер — молодий доктор палеонтології. Він став викладати в коледжі міста Ріфсайд. Троє студентів, Коннері, Кіра і Етан, були відправлені в музей як покарання. В цей час напав лиходій Месагог, якимось чином пов'язаний з дослідами Олівера. Випадково доторкнувшись до незнайомих кристалів студенти отримали загадкові сили і згодом знайшли лабораторію Олівера. Томмі заздалегідь був готовий до цього і виготовив Дино Морфери, за допомогою яких Коннері, Кіра та Етан змогли використати отриману силу для боротьби з Месагогом, ставши Дино Рейнджерами.
У цьому сезоні використовувалися кадри з «Bakuryū Sentai Abaranger». Другий сезон, який використовує тему динозаврів. Антагоніст сезону, Месагог, був повністю придуманий американцями і вважається найвдалішим з усіх подібних. Завдяки успіху серіалу «Disney» оголосила «Могутніх Рейнджерів» своїм головним телепроєктом. Тривав 38 епізодів.
Могутні Рейнджери: Космічний патруль «Дельта» (англ. Power Rangers S.P.D.) (2005): далеко в космосі існувала імперія Тробіан, яка грабувала планети і руйнували їх. Черговою ціллю стала планета Сіріус. Виходець з цієї планети — людиноподібний пес Доггі Крюгер, заснував на Землі підрозділ «Космічний Патруль Дельта». 2025 року Тробіан дісталися до Землі. На цей момент у розпорядженні Доггі Крюгера перебував загін Рейнджерів «А», була побудована академія, що готувала нових Рейнджерів, а також навчався загін «B». Однак загін «А» безслідно зник, тому роль захисників Землі дісталася новачкам з «Б»: Скай Тейт, Бриджу Карсону та Сідні Дрю. Згодом до них приєдналися Джек Ландорс і Елізабет Долгадо, колишні вуличні злодії. Так була сформована нова повна команда захисників Землі, Рейнджери S.P.D.
Сезон було створено на основі «Tokusou Sentai Dekaranger». «S.P.D.» став рекордсменом за кількістю Рейнджерів — 14. Тривав 38 епізодів.
Могутні рейнджери: Містична сила (англ. Power Rangers Mystic Force) (2006): в минулому відбулася битва між добром і злом, в результаті якої зло було запечатане під землею. В наш час через землетрус в'язниця лиходіїв ослабла. Чарівниця Удонна, яка жила в лісі, населеному казковими істотами біля великого міста, вирушила на пошуки людей, які могли б стати захисниками світу. Такими вона обрала Ксандера, Чіпа, Медісон, Віду і Ніка. Однак вони не вірили в магію, тому і не могли нею скористатися. Та напад армії зла змусив їх повірити, що магія існує, і цим перетворити на Містичних Рейнджерів.
Сезон було створено на основі «Mahou Sentai Magiranger». І оригінал і адаптація знімалися в Новій Зеландії, причому багато сцен були відзняті спеціально для «Mistic Force». Сезон налічував 32 епізоди.
Могутні Рейнджери: Операція «Блискавка» (англ. Power Rangers Operation Overdrive) (2007): Під час археологічних розкопок в Африці мільярдер і шукач пригод Ендрю Хартфорд виявив в одній з печер стародавній артефакт, знаний як Корона Аврори. За легендою, цей артефакт міг дарувати своєму власникові небачену могутність. Але разом з цим Ендрю також повернув до життя братів Молтора і Флуроіса, які в минулому намагалися заволодіти Короною, щоб правити світом Зрозумівши, що він накоїв, Хартфорд спрямував всі свої сили на захист Корони від Молтора і Флуріоса. Використовуючи свої знання і гроші, Хартфорд вибудував під своїм будинком в США величезний підземний комплекс, де розробив технології Рейнджерів. Через шість місяців після знахідки Корони Хартфорд шляхом ретельного вибору знайшов чотирьох молодих людей, Уолла Атона, Декса Ло, Ронні Робінсона і Роуз Ортіс, які могли б стати новими Рейнджерами. П'ятим членом команди став сам Ендрю.
У цьому сезоні використовувалися кадри з «GoGo Sentai Boukenger». Він, як і попередній, налічував 32 епізоди.
Могутні Рейнджери: Лють джунглів (англ. Power Rangers Jungle Fury) (2008): Пай Шуа, або «Орден Кігтя», оберігав світ від злого духа Дай Ші, переможеного і ув'язненого 10000 років тому. Дай Ші вважав, що світом повинні правити тварини, а люди мусять бути знищені. Коли Джаррод, Лілі Чілмар, і Тео Мартін обиралися Майстром Мао охоронцями скрині з духом Дай Ші, Джаррод не пройшов випробування і був замінений новачком Кейсі Родосом. Обурений цим, Джаррод накинувся на Майстра і випадково відкрив скриню Дай Ші. Так злий дух повернувся і захопив тіло Джаррода, щоб помститися людям і правити світом. Мао заповів Лілі, Тео та Кейсів знайти Учителя Ер-Джея, який дасть сили, щоб зупинити Дай Ші. Ер-Джей виявився власником піцерії, взяв їх до себе на роботу і дав магічні сонцезахисні окуляри, які дають змогу ставати Могутніми Рейнджерами. Пізніше Ер-Джей приєднався як Фіолетовий Рейнджер разом з іншими учнями Пай Шуа і Спіріт-Рейнджерами, духами тварин.
У цьому сезоні використовувалися кадри з «Juken Sentai Gekiranger», але в більшості це були лише бої на Мегазордах. Сюжет найбільше з усіх адаптацій відрізнявся від оригіналу і багатьма фанатами «Лють Джунглів» вважається найкращим у серіалі. Тривав 32 епізоди.
Могутні Рейнджери: RPM (англ. Power Rangers RPM) (2009): в недалекому майбутньому комп'ютерний вірус Венджікс взяв під контроль весь світ. Останнім притулком людей стало місто Коринф, яке постійно зазнає нападів з боку сил Венджікса. Тоді таємничий Доктор К створив загін Могутніх Рейнджерів RPM для боротьби з Венжіксом і його слугами. Рейнджерами стали Скотт, Флін та Саммер, до яких приєднуються втікачі зі світу поза містом Діллон і Зіггі. Пізніше з'ясовується, що Венджікс був створений не ким іншим як самою Доктором К, а Діллон має тісний зв'язок з ворогами.
У цьому сезоні використовувалися кадри з «Engine Sentai Go-onger». «RPM» є найсерйознішим і «найреалістичнішим» з усіх сезонів. Також тут вперше була спроба пояснити як відбувається процес перетворення в Рейнджерів і принцип дії їхніх технологій. Сезон тривав 32 епізоди.

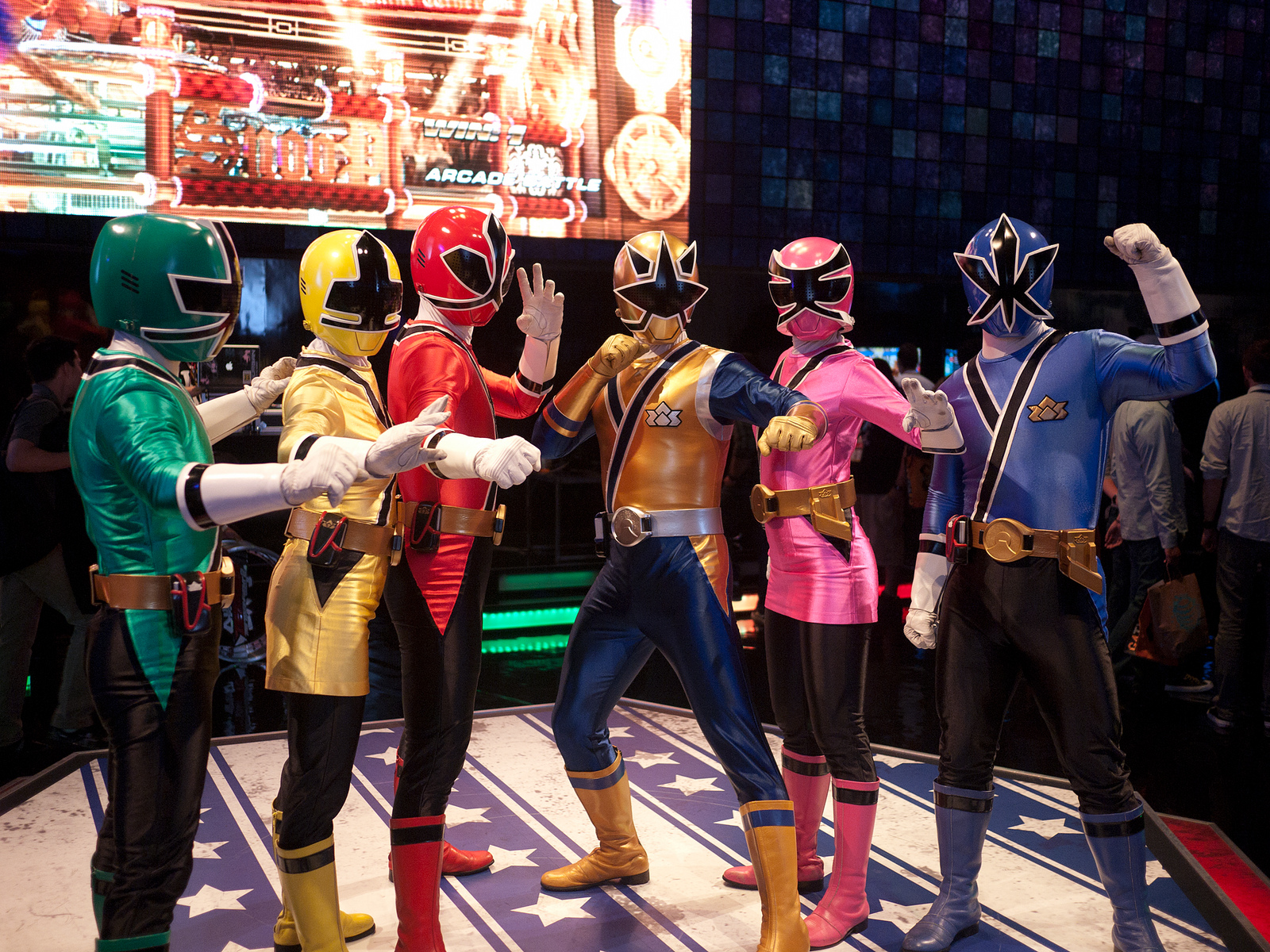
Герої сезону «Могутні Рейнджери Самураї»

Могутні Рейнджери Самураї та Суперсамураї (англ. Power Rangers Samurai, Super Samurai) (2011—2012): багато віків тому в Японії монстри Найлоки намагалися захопити світ, але були зупинені п'ятьма воїнами. Послідовники воїнів передавали свої знання з покоління в покоління, поки Найлоки не прокинулися знову. Цей час настав 15 років тому, та Найлоки знову були зупинені, щоправда, тимчасово і неповністю. Їхній лідер, Лорд Зандред, знаходиться на кораблі в річці Сандзу, яка наповнюється людськими сльозами. Коли вона вийде з берегів, Найлоки звільняться. Щоб наповнити ріку, Зандред посилає в наш світ своїх слуг, але їм протистоїть вже готова заздалегідь команда Рейнджерів Самураїв. Через деякий час їм доводиться використати силу Чорної Скриньки, щоб стати Супер Самураями, які можуть протистояти Найлокам, що стають все сильнішими.
Ці два сезони є адаптаціями «Samurai Sentai Shinkenger». Обидва разом тривали 44 епізоди (по 22 кожен), але між сезонами не було чіткого сюжетного і стилістичного розділення, як у продовженнях. «Самураї» був першим сезоном, трансльованим у форматі HDTV.
Могутні Рейнджери: Мегасила (англ. Power Rangers Megaforce) (2013): послідовник Зордона, залишений на Землі на випадок великої небезпеки, Госей, знаходить старшокласників Троя, Ноя, Джейка, Емму, і Джію, щоб захистити світ від нападу імперії Варстар. Він дає їм Мегасилу, з якою ті можуть ставати Могутніми Рейнджерами. Також в штабі Госея знаходяться ключі у вигляді фігурок усіх попередніх Рейнджерів, які той обіцяє навчити використовувати пізніше. Згодом на бік Могутніх Рейнджерів також стає самовпевнений Робо-Лицар.
У цьому сезоні використовувалися кадри з «Tensou Sentai Goseiger». Він мав 40 епізодів.
Супермегасила (англ. Super Megaforce) (2014): прибульці не впоралися з захопленням Землі і викликали основні сили, яких не можуть здолати навіть Могутні Рейнджери. Тоді Госей дає Супер Мегасилу, дачи змогу використовувати згадувані ключі, з якими Рейнджери можуть перетворюватися на всіх своїх попередників і навіть на «Рейнджерів, яких ви ніколи не бачили на цій планеті» (що обґрунтовує появу в серіалу героїв з сезонів «Сентаю», які не були раніше адаптовані).
У цьому сезоні використовувалися кадри з «Kaizoku Sentai Gokaiger». Тривав 42 епізоди.
Могутні Рейнджери: Динозаряд (англ. Power Rangers Dino Charge) (2015): в доісторичні часи космічний мисливець за головами Следж шукав енергетичні самоцвіти (energems), якими володів іншопланетянин Хранитель. Сховавшись на Землі, Хранитель віддав самоцвіти десятьом динозаврам, щоб їх сила не потрапила в злі руки. Йому вдалося підірвати корабель мисливця, та в результаті сталося вимирання динозаврів. В наші часи Следж повертається до пошуків самоцвітів, які опинилися в підлітків, котрі захоплюються темою динозаврів.
Сезон знято з використанням кадрів «Zyuden Sentai Kyoryuger». Третій сезон, який використовує тему динозаврів. Перший епізод вийшов 7 лютого 2015 року, але був доступний для перегляду на сайті каналу Nickelodeon ще за два тижні до того.
Могутні Рейнджери: Супердинозаряд (англ. Power Rangers Super Dino Charge) (2016): сезон-продовження попереднього, який стартував 30 січня 2016 року. В ньому після перемоги над Следжем владу серед ув'язнених ним лиходіїв завойовує підступний Гекіл/Снайд. Він пробирається в команду Могутніх Рейнджерів з метою заволодіти їхніми самоцвітами. Разом обидва сезони склали 44 епізоди.
Saban's Power Rangers (2017): повнометражний фільм, оснований на першому сезоні (1993—1995), що вийшов 23 березня 2017 року. Оповідає про групи школярів, які випадково стають супергероями Могутніми рейнджерами. Лідер колишньої команди рейнджерів, іншопланетянин Зордон, покладає на них завдання зупинити зрадницю Ріту, яка прагне викрасти джерело життя планети Земля.
Могутні Рейнджери: Сталь ніндзя (англ. Power Rangers Ninja Steel) (2017): початий 21 січня 2017 року, сезон оснований на «Shuriken Sentai Ninninger».
У дитинстві юнаки Ейден та Броді стали свідками нападу чудовиськ, які шукали впалу з космосу Нексус-призму. Лиходії забрали Призму і Броді, але через 10 років полонений тікає і Призма знову опиняється на Землі. Об'єднавшись зі школярами на місці падіння, він з новими друзями отримує від призми Шурікени ніндзя, що перетворюють їх на Могутніх Рейнджерів. Міжгалактичний чемпіон боїв Гальванакс шукає Шурікени аби стати непереможним. Тільки Могутні Рейнджери стають на заваді його лиходійським планам, але для перемоги їм необхідна сталь ніндзя, зібрана батьком Броді.
Могутні Рейнджери: Суперсталь ніндзя (англ. Power Rangers Super Ninja Steel) (2018): почався 27 січня 2018 року. Могутні Рейнджери захищають Призму від мадам Одіус, яка після перемоги над Гальванаксом прагне заволодіти силою артефакта.
Могутні Рейнджери: Звірині морфери (англ. Power Rangers Beast Morphers) (2019): почався 2 березня 2019 року. В майбутньому у місті Корал-Гарбор працює електростанція, що перетворює силу Могутніх Рейнджерів на дешеву та майже невичерпну енергію. Для захисту міста створюється загін Звіриних морферів, костюми та зорди яких поєднують силу Рейнджерів з ДНК тварин. Проте енергомережу разом з двома Рейнджерами захоплює мислячий комп'ютерний вірус Евокс. Випадковим підліткам доводиться стати супергероями замість підготованої команди.
Заснований на «Tokumei Sentai Go-Busters», є непрямим продовженням серіалу «Могутні рейнджери: RPM». Почався через 8 років після виходу японського оригіналу, найпізніше з усіх сезонів. Серіал планувався до створення Saban, але у 2018 році, на етапі виробництва, його придбала Hasbro.
Другий сезон не отримав приставки «Супер- у назві», розпочався 22 лютого 2020 року.
Могутні Рейнджери: Дино-лють (англ. Power Rangers Dino Fury) (2021-2022): почався 20 лютого 2021 року. В давнину інопланетна цивілізація з планети Рафкон стала жертвою Спориксів. Групи лицарів Рафкона ув'язнила ворожого лідера Спорикса на Землі. В наш час репортерка Амелія Джонс з товаришами випадково звільняє Спорикса. Пробуджений глава лицарів, Заято, наділяє Амелію та присутніх силою перетворюватися на Могутніх Рейнджерів, щоб зупинити Спорикса.
Заснований на «Kishiryu Sentai Ryusoulger». Четвертий сезон, який використовує тему динозаврів.
Могутні Рейнджери: Космічна лють (англ. Power Rangers Cosmic Fury) (2023-2024): сезон продовжує «Дино-лють» і повертає лиходія з оригінальних «Могутніх морфів», лорда Зедда.
Заснований на «Uchu Sentai Kyuranger». Це останній сезон, який належить до послідовності історій про Могутніх Рейнджерів, початої в 1993 році. Наступні сезони з 2025 року будуть перезапуском.

## Супутня продукція

### Іграшки
Кожний сезон телесеріалу має супутню серію іграшок: фігурок персонажів, роботів, морферів та зброї. Деякі сучасні іграшки підтримують інтерактивність, з допомогою смартфонів їх можливо «сканувати», щоб отримати додаткові мультимедійні розваги. Додатково публікується інформація для батьків, покликана ознайомити їх з користю серіалу й іграшок.

### Відеоігри
- Mighty Morphin Power Rangers (1995; Sega Genesis, Super Nintendo Entertainment System, Game Boy, Game Gear, Sega CD)
- Mighty Morphin Power Rangers: The Movie (1995; Sega Genesis, Super Nintendo Entertainment System, Game Boy, Game Gear)
- Mighty Morphin Power Rangers: The Fighting Edition (1995; Super Nintendo Entertainment System)
- Power Rangers Zeo: Battle Racers (1996; Super Nintendo Entertainment System)
- Power Rangers Zeo: Full Tilt Battle Pinball (1996; PlayStation)
- Power Rangers Lightspeed Rescue (2000; Game Boy Color, Macintosh, Nintendo 64, PlayStation, Microsoft Windows)
- Power Rangers Time Force (2001; Game Boy Color, Game Boy Advance, PlayStation, Microsoft Windows)
- Power Rangers Wild Force (2002; Game Boy Advance)
- Power Rangers Ninja Storm (2003; Game Boy Advance, Microsoft Windows)
- Power Rangers Dino Thunder (2004; Game Boy Advance, GameCube, PlayStation 2)
- Power Rangers S.P.D. (2005; Game Boy Advance)
- Power Rangers: Super Legends (2007; Nintendo DS, PlayStation 2, Microsoft Windows)
- Power Rangers Samurai (2011; Wii, Nintendo DS)
- Power Rangers Super Samurai (2012; Xbox 360)
- Power Rangers Megaforce (2013; Nintendo 3DS)
- Power Rangers Super Megaforce (2014; Nintendo 3DS)
- Power Rangers Dash (2015; iOS, Android)
- Power Rangers Unite (2015; iOS, Android)
- Power Rangers Dino Charge (2015; iOS, Android)
- Mighty Morphin Power Rangers: Mega Battle (2017; PlayStation 4, Xbox One)
- Power Rangers: Legacy Wars (2017; iOS, Android)
- Power Rangers: All Stars (2017; iOS, Android)
- Power Rangers: Battle for the Grid (2019; PlayStation 4, Xbox One, Nintendo Switch, Microsoft Windows)

## Оцінки й відгуки
Свого часу оригінальні «Могутні Рейнджери» були найрейтинговішою програмою на американському телебаченні. Разом з тим психіатриня Керол Ліберман критикувала серіал як «лицемірний», оскільки він «демонструє пів години насильства, що потім намагається скасувати за 30 секунд». Інші, такі як Ніл Алперштайн, навпаки хвалили «Могутніх Рейнджерів» за те, що дешевість костюмів і спецефектів розвиває у дітей уяву. Професор комунікацій Джон Шорр вважав, що серіал тим самим демонструє межу між реальністю та вигадкою. Деякі критики зауважували, що серіал використовує впізнавані кліше персонажів, що робить його зрозумілішим для дітей, та дає гарний приклад активних, дієвих дівчат, які борються зі злом на рівні з хлопцями (цікаво, що пізніше репрезентація жінок в серіалі навпаки стала вважатися недостатньою).
Оригінальні «Могутні рейнджери» стали одним з символів телебачення 1990-х як барвистий, наповнений дією дитячий серіал, що здобув світову славу. Проте, як зауважувалося редакцією «Screen Rant», серіал упродовж всіх своїх сезонів має ті самі проблеми. Це: незмінна формула серіалу з тими ж сюжетами й типажами персонажів, у яких змінюються тільки декорації та костюми; перетворення на супергероїв підлітків і старшокласників, які насправді не мають жодної бойової підготовки; традиційний 6-й додатковий Рейнджер завжди перевершує решту; лиходії не мають мотивації, вони злі просто тому, що така їхня роль у сюжеті; Рейнджери зазвичай не мають батьків, або вони просто не з'являються в серіалі; герої майже ніколи не несуть відповідальності за завдані руйнування; вороги є одиничними «чудовиськами тижня». Також виділялося, що незрозумілий принцип набору в супергерої здебільшого саме школярів; погане приховування супергероями своєї справжньої особи (що втім ніхто не помічає); між сезонами надто слабкий зв'язок; мала роль жіночих персонажів; деякі сезони не дотримуються тематики (наприклад, «Патруль часу» не подорожує в часі); расизм у першому сезоні (темношкірий Рейнджер носить чорний костюм, а азіатка жовтий). З технічних проблем критикувався поганий монтаж, який не приховує вставок з японських серіалів; і неякісні костюми, через які лиходії виглядають не власне чудовиськами, а «людьми в костюмах».
Найвище оцінені сезони (в порядку спадання): «Диногрім», «Зео», «Могутні Рейнджери в космосі», «RPM» і 3-й сезон «Могутніх морфів».

## Вплив
Успіх першого сезону «Могутніх Рейнджерів» спонукав Хаїма Сабана купити в «Toei» права ще на деякі її серіали, а також укласти договір на 10 років, за яким усі наступні сезони Сентаю також могли використовуватися «Saban». «Saban» створили і в 1994 випустили на екрани «VR Troopers», який був конвертацією трьох сезонів японського циклу «Metal Hero»: «Shaider» (1984—1985), «Spielban» (1986—1987) і «Metalder» (1987—1988). Паралельно з «VR Troopers» «Saban» працювали над «Masked Rider», заснованому на 9-му сезоні серіалу «Kamen Rider» — «Kamen Rider Black RX» (1988—1989). Однак він, на відміну від попередників, провалився в показі.
7 вересня 1996-го року стартував серіал «Big Bad Beetleborg», в якому нараховувалося 53 епізоди. «Бітлборги» засновувалися на 14-му сезоні «Metal Hero» — «B-Fighters» (1995—1996). Новий серіал був відпочатку орієнтований на наймолодшу аудиторію (5-10 років), тобто, молодшу, ніж «Могутні Рейнджери». Після його завершення стартував другий сезон — «Beetleborgs Metallix», який використовував кадри 15-го сезону «Metal Hero» — «B-Fighters Kabuto» (1996—1997).
У 1997 році «Saban» взялася за повністю американський серіал про Черепашок-ніндзя, який стартував 12 вересня 1997-го року, отримавши назву «Черепашки-ніндзя: Наступна мутація». 1998-го року, за підсумками показу 13-и серій першого сезону, рейтинг «Наступної мутації» був найнижчим серед всіх дитячих програм на телебаченні, що викликало обурення творців оригінальних Черепашок. Задля підняття рейтингів Черепашки з'явилися в двох епізодах «Могутніх Рейнджерів у космосі». Навесні 1998-го року, після показу 13-го епізоду другого сезону «Наступної мутації» серіал завершився.
Після низки невдач «Saban» взялася за новий серіал повністю власного виробництва, «Mystic Knights of Tir Na Nog» («Містичні Лицарі Тір На Ноґ»), який стартував 1 вересня 1998-го року і тривав до 7 травня 1999 року, маючи 50 епізодів. Цей серіал отримав високі рейтинги і планувалося випустити другий сезон, який проте так і не вийшов через відмову чи неможливість низки акторів зніматися в продовженні.
Свої токусацу-серіали також знімали «DIC Entertainment» у вигляді «Tattooed Teenage Alien Fighters From Beverly Hills» (1994) повністю власного виробництва і «Superhuman Samurai Syber-Squad» (1994—1995) на основі «Denkou Choujin Gridman» (1993—1994).
В Південній Кореї сезони «Super Sentai Show» з 2004 року транслюються як «Power Rangers» зі зміненими назвами (іноді дублюють назву відповідного сезону «Могутніх Рейнджерів») і характерним логотипом з блискавкою.
«Могутні Рейнджери» ставали і об'єктами пародій, зокрема в 2005 році вийшов британський серіал «Емо-Рейнджери» (англ. Mighty Moshin' Emo Rangers).
У 2015 році вийшов короткометражний фільм Джозефа Кана, який є похмурою інтерпретацією «Могутніх морфів». В ньому зображається життя Могутніх Рейнджерів, яким би воно могло бути в реальності. Новий повнометражний фільм «Могутні рейнджери» вийшов на екрани 23 березня 2017 року. Він оснований на першому сезоні серіалу і показує осучаснену історію, що загалом слідує його сюжету.
Група фанатів випустила в 2018 році на YouTube мінісеріал власного виробництва «Могутні Рейнджери: Недостойні» (англ. Power Rangers Unworthy). Його події стосуються групи Могутніх Рейнджерів з іншого світу, яких таємничий Арбітр оголосив недостойними їхніх сил. Тоді вони збираються разом і шукають допомоги в інших світах, щоб довести своє право називатися героями.